# Pseudognaphalium oligandrum
Pseudognaphalium oligandrum là một loài thực vật có hoa trong họ Cúc. Loài này được (DC.) Hilliard & B.L.Burtt miêu tả khoa học đầu tiên năm 1981.